# Ricardo Ortega Sánchez-Pinilla
Ricardo Ortega Sánchez-Pinilla (Toledo, Castilla-La Mancha, España; 29 de junio de 1953) es un exatleta español especialista en pruebas de campo a través, obstáculos y maratón de mediados de los años 70 a mediados de los 80 del siglo XX.

## Carrera deportiva
Este médico jubilado, y exatleta toledano es un referente entre los maratonianos de su entorno y no solo de su generación. Ha ostentado el récord de España de maratón durante 59 días, con 2 horas, 11 minutos y 51 segundos, desde el 17 de junio de 1983, alcanzado en Londres (Reino Unido) a la edad de treinta años, hasta el 14 de agosto del mismo año, cuando el riojano Juan Carlos Traspaderne se lo arrebató por 17 segundos en Helsinki (Finlandia), con 2h.11:34. El récord nacional anterior al alcanzado por el toledano, en manos del burgalés Eleuterio Antón, con 2h.14:11, fue recortado en 2:20.
Se proclamó campeón de España absoluto de 3000 metros obstáculos en 1976 y de 3000 metros lisos en pista cubierta de 1976 y 1978.
Ha sido 12 veces internacional absoluto con España, destacando su participación en la prueba de maratón del primer Campeonato Mundial de Atletismo de 1983, celebrado en Helsinki (Finlandia), clasificándose 21º. Asimismo, sobresalen tres presencias en mundiales de campo a través: Rabat (Marruecos) de 1975, donde se clasificó 99.º; Chepstow (País de Gales / Reino Unido) de 1976, donde finalizó 74.º; y Dusseldorf (República Federal de Alemania) de 1977, en el que acabó 56.º. La Selección española ocupó la 11.ª posición en 1975 y 1976 y la 9.ª en 1977.
Se convirtió en uno de los españoles pioneros en participar en el Maratón de Nueva York (Estados Unidos), desde su primera participación en 1980, finalizando 12.º con 2h.14.54.
Entre los clubes donde militó destacan el San Servando, Real Madrid C. F., Club Juventud. C.P. Asland y CD Joma Sport.

## Biografía
Es licenciado en medicina y cirugía por la Universidad Complutense de Madrid, ejerciendo como médico de familia y comunitaria en Toledo. Ha sido profesor asociado de magisterio de educación física en la Universidad de Castilla-La Mancha. Ha pertenecido a colectivos médicos internacionales relacionados con el deporte y el atletismo en especial, como el American College of Sport Medicine; miembro fundador del International Marathon Medical Director Association (IMMDA) y médico de un par de equipos españoles profesionales de ciclismo en los años 80.
Está casado con Pilar de Miguel y tiene tres hijos, María, Álvaro y Ricardo. Ricardo y María han practicado el atletismo, aunque la primogénita dio al paso al duatlón y triatlón, siendo internacional.
En abril de 2023, el partido VOX anuncia su candidatura a las elecciones municipales al Ayuntamiento de Toledo, en la que Ricardo Ortega aparece en el puesto ocho.

## Mejores marcas
| Prueba                 | Marca              | Lugar                     | Fecha                 |
| ---------------------- | ------------------ | ------------------------- | --------------------- |
| 1500 metros            | 3:48.0-            | Madrid                    | 12 de junio de 1976   |
| 3000 metros            | 8:01.67 (Cubierta) | San Sebastián,(Guipúzcoa) | 27 de febrero de 1977 |
| 5000 metros            | 13:43.0-           | Saint Maur,(Francia)      | 1 de junio de 1977    |
| 10 000 metros          | 29:00.3-           | Barcelona                 | 20 de mayo de 1978    |
| 3000 metros obstáculos | 8:43.0-            | Madrid                    | 28 de junio de 1976   |
| Maratón                | 2h.11:51           | Londres,(Reino Unido)     | 17 de junio de 1983   |

## Obra y distinciones
Este atleta y médico ha impartido conferencias, participado en congresos y publicado numerosos artículos, textos y publicaciones especializadas en medicina deportiva. Entre sus obras destacan Medicina del ejercicio físico y el deporte (1992) y De la milla al maratón. Entrenamiento para corredores de elite, recreativos, jóvenes y veteranos, sanos y enfermos (2009), escrito junto a su entrenador Martín Velasco Martín. Además participó junto a su hija María en la creación, en 2018, de una aplicación (app) para que los enfermos crónicos practiquen ejercicio.
Entre los premios y distinciones recibidas, sobresale la placa de plata al Mérito Deportivo de Castilla-La Mancha 2005, en el apartado de juego limpio; y, en 2010, la dedicatoria de una calle (n.º 2) de la reformada pista de atletismo la Escuela de Gimnasia de Toledo por su trayectoria deportiva como atleta internacional absoluto nacido en la Ciudad Imperial.